# Suore ancelle di Gesù nell'Eucaristia
Le Suore Ancelle di Gesù nell'Eucaristia (in polacco Zgromadzenie Sióstr Służebnic Jezusa w Eucharystii) sono un istituto religioso femminile di diritto pontificio: le suore di questa congregazione pospongono al loro nome la sigla S.J.E.

## Storia
La congregazione fu fondata il 19 marzo 1923 a Druja da Jurgis Matulaitis, vescovo mariano di Vilnius.
Lo sviluppo dell'istituto fu lento e difficoltoso, soprattutto perché operava in territorio sovietico; nel 1945 25 delle 47 suore che componevano la congregazione si trasferirono in Polonia e il 25 aprile 1962, per decreto del cardinale Stefan Wyszyński, la casa madre fu trasferita a Varsavia.
Le Ancelle di Gesù nell'Eucaristia ricevettero l'approvazione pontificia il 15 agosto 1983.

## Attività e diffusione
Le suore si dedicano all'assistenza ai poveri e al lavoro in scuole, convitti e ospedali.
Oltre che in Polonia, sono presenti in Bielorussia, Germania, Kazakistan, Lituania, Russia, Ucraina; la sede generalizia è a Pruszków.
Alla fine del 2008 la congregazione contava 175 religiose in 30 case.